# Bermejo (color)

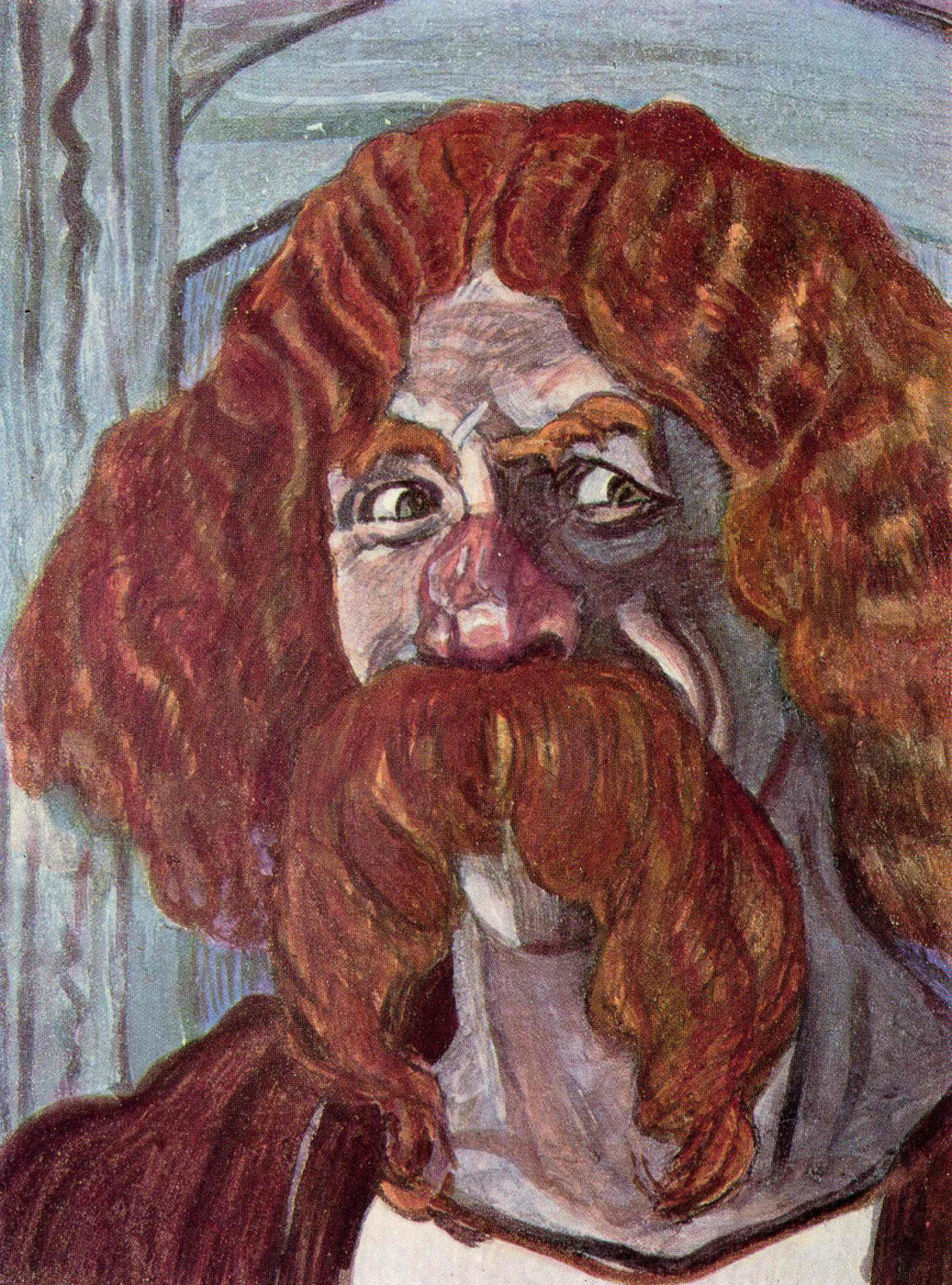
El cantante Fiódor Chaliapin representando al personaje Farlaf en la ópera Ruslán y Liudmila. (Ilustración de Aleksandr Golovín, principios del .)

Bermejo es un color estándar rojo, semioscuro y fuertemente saturado, que se basa en la coloración cobriza característica del cabello pelirrojo. Al encontrarse estandarizado, sirve como modelo y referente para el color bermejo. Los colores similares al estándar se denominan bermejizos.
También puede decirse de algo o de alguien que es «bermejo» si es rojoanaranjado, rojo, rojizo, ligeramente rojizo, pelirrojo o rubio.
El color bermejo forma parte de los acervos iconolingüísticos tradicionales de las culturas de Occidente.

## Etimología
La palabra «bermejo» aparece en el idioma castellano hacia el año 1140 y deriva del latín vermĭcŭlus, ‘gusanillo, cochinilla’, en alusión al color rojo grana que se obtenía del insecto tintóreo Kermes vermilio.

## Usos

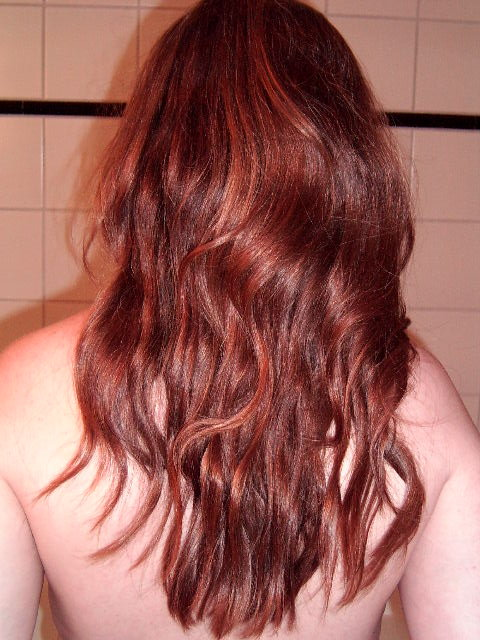
El color bermejo se usa por ejemplo en tinte para cabello.

Puesto que se aplica a personas de cabello pelirrojo, rojizo o rubio, el término «bermejo» se encuentra a veces constituyendo apellidos y topónimos.